# زندانی شیلان
زندانی شیلان نام یک کتاب ادبی است که توسط لرد بایرون، نویسندهٔ اهل انگلستان نوشته شده‌است. این کتاب یکی از آثار مشهور ادبی جهان است.
زندانی شیلان یک زندان‌نامه تخیلی است.